# Oldřich Hejdušek
Oldřich Hejdušek, né le 1er octobre 1957, est un rameur tchèque.

## Palmarès

### Jeux olympiques
- 1980, à Moscou  Union soviétique
- 1992, à Barcelone  Espagne

### Championnats du monde d'aviron
- Championnats du monde d'aviron 1991 à Vienne,  Autriche
  -  Médaille de bronze en deux de pointe avec barreur
- Championnats du monde d'aviron 1993 à Račice,  République tchèque
  -  Médaille d'argent en quatre de pointe avec barreur
- Championnats du monde d'aviron 2009 à Poznań,  Pologne
  -  Médaille d'argent en deux de pointe avec barreur

### Championnats d'Europe d'aviron
- Championnats d'Europe d'aviron 2007 à Poznań,  Pologne
  -  Médaille d'or en huit barré
- Championnats d'Europe d'aviron 2010 à Montemor-o-Velho,  Portugal
  -  Médaille de bronze en deux de pointe avec barreur